# Cannondale
A Cannondale, foi um equipa ciclista profissional italiana de categoria UCI ProTeam que participou no UCI WorldTour, bem como em corridas dos Circuitos Continentais da UCI (especialmente no UCI Europe Tour).

Conhecido durante 8 anos como Liquigas (acompanhado por Bianchi, Doimo e Cannondale), a distribuidora de gás italiana abandonou o projecto da empresa Brixia Sport SpA (proprietária da equipa) em 2013. A  Cannondale continuou apoiando a formação que passou a se chamar Cannondale Pro Cycling. No final de 2013 a empresa fabricante de bicicletas, adquiriu a parte maioritária da equipa e da sociedade Bixia Sport. A equipa desapareceu em 2014 já que Cannondale uniu-se com a equipa estadounidense Garmin Sharp, convertendo-se no principal patrocinador e fornecedor da bicicleta técnica para essa equipa.
Desta maneira fechou-se um ciclo de nove temporadas no pelotão internacional de primeiro nível. Entre as suas maiores vitórias destacam-se três grandes voltas: dois Giros (com Danilo Di Luca em 2007 e com Ivan Basso em 2010) e uma Vuelta (com Vincenzo Nibali em 2010) e a Liège-Bastogne-Liège, monumento ciclista conseguido por Danilo Di Luca em 2007. Também obtiveram vitórias de etapas nas três grandes voltas, dezasseis, nove e seis, no Giro, Tour e Vuelta respectivamente, chegando assim a um total de 31 etapas vencidas. A temporada mais frutífera para a equipa foi em 2010, em onde conseguiu um total de 40 triunfos.
Esta equipa não está relacionada com a Brescialat-Liquigas e Liquigas-Pata criado em 1998, cujo ciclista mais destacado foi Davide Rebellin. Essa equipa desapareceu em 2002.

## História da equipa

### Criação
Em 2005 a Liquigas entrou de novo como patrocinador apoiando ao Alessio-Bianchi para obter uma licença da recém criada UCI ProTour (que englobava às melhores equipas e corridas), passando assim a se chamar Liquigas-Bianchi.

### 2005

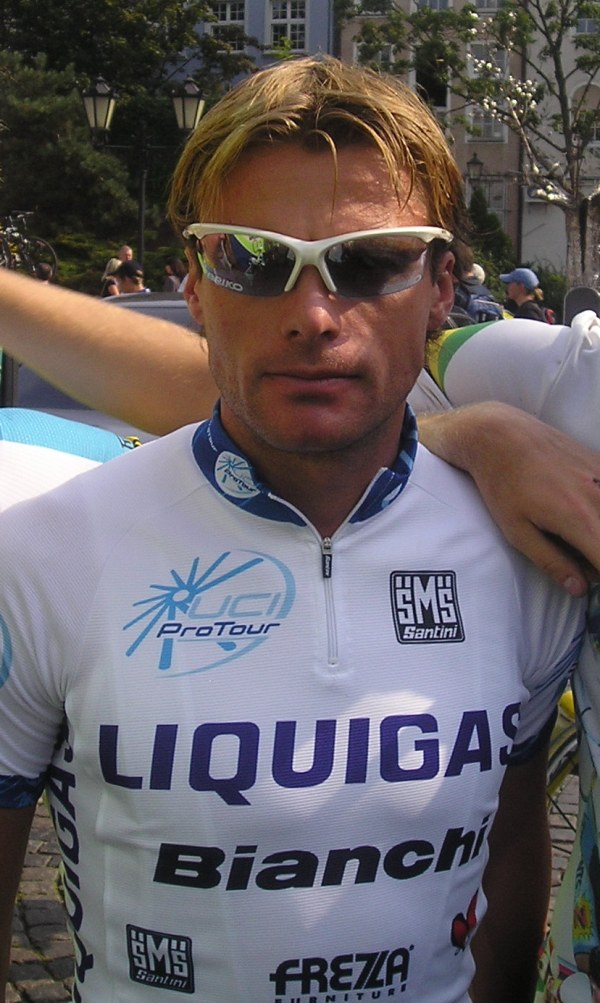
Di Luca, com o maillot branco de vencedor do ProTour

A equipa teve uma Primavera espectacular pela mão de Danilo Di Luca, vencedor da Volta ao País Basco e de dois das três clássicas das Ardenas: Amstel Gold Race e Flecha Valona. Pouco depois Di Luca ganhou duas etapas no Giro d'Italia, além de luzir a maglia rosa de líder durante uns dias, ainda que com o passo dos dias terminou cedendo posições na geral em frente a corredores que chegavam mais frescos, com uma Primavera menos carregada e uma preparação centrada no Giro.
Di Luca venceu a classificação UCI ProTour.

### 2006

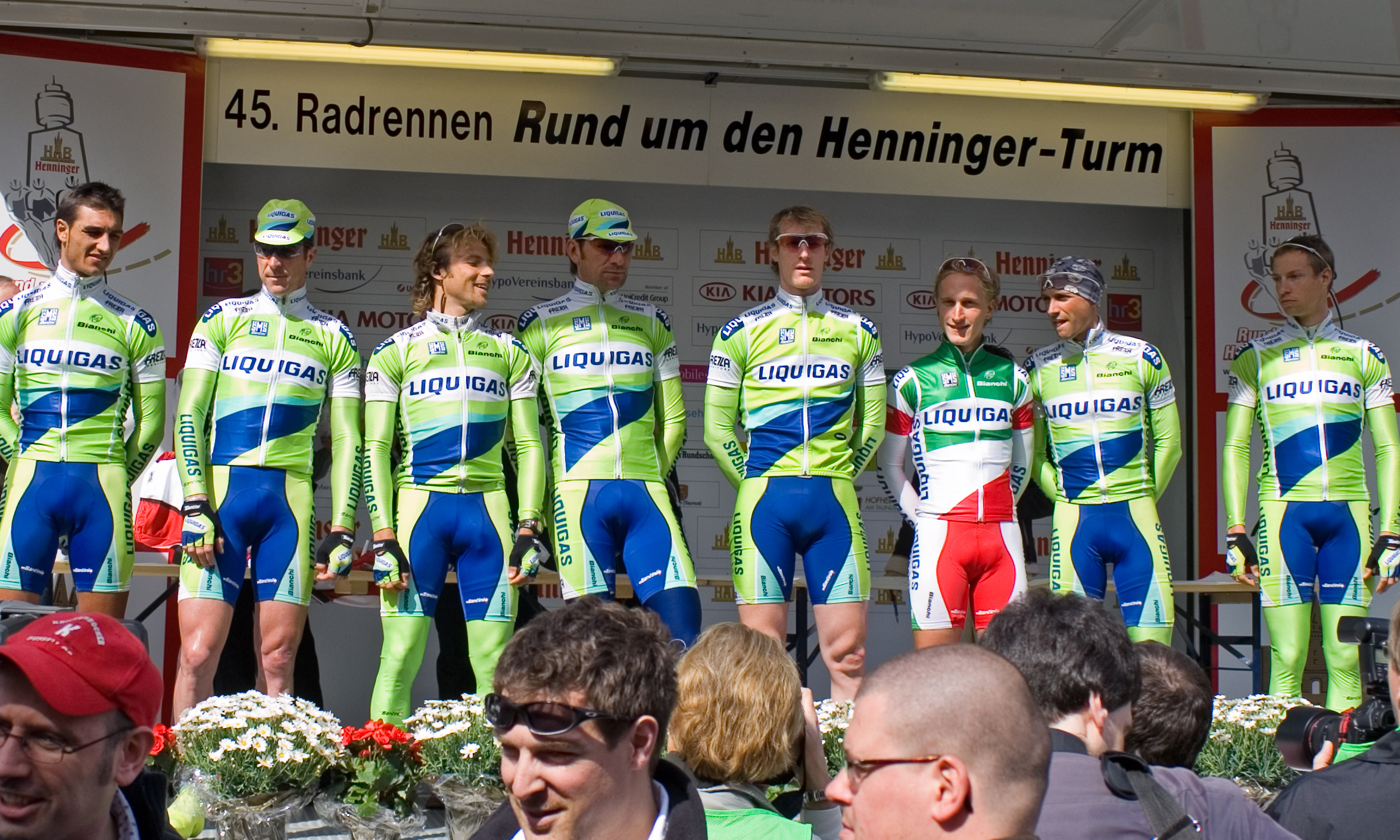
Formação da equipa

O chefe de fila Danilo Di Luca decidiu mudar a sua preparação, renunciando às clássicas e corridas de uma semana de Primavera para tentar de ganhar o Giro d'Italia. No entanto, a tentativa de Di Luca não resultou com sucesso, já que também não pôde subir ao pódio em Milão, composto por Ivan Basso (CSC), José Enrique Gutiérrez (Phonak) e Gilberto Simoni (Saunier Duval-Prodir), ao finalizar numa decepcionante 23ª posição na geral.
Em setembro Di Luca ganhou uma etapa na Volta a Espanha, ao impor na jornada com final no alto de La Covatilla.
No final dessa temporada a companhia Bianchi, fabricante de bicicletas, deixou de patrocinar a equipa, passando o seu lugar a ser ocupado pela  Cannondale a partir da temporada seguinte.

### 2007

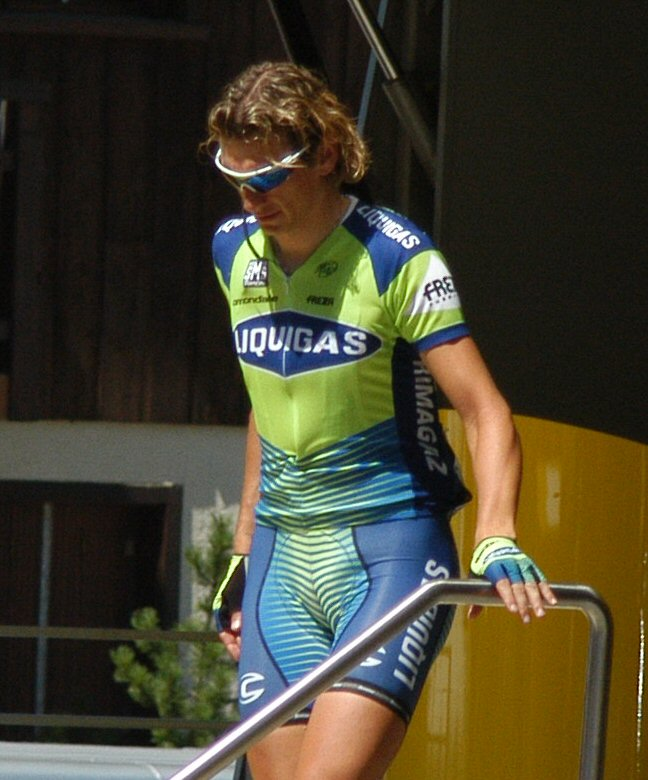
Filippo Pozzato, no Tour de France

A equipa teve um bom início de temporada conseguindo vitórias de etapa no Paris-Nice (com Franco Pellizotti) e na Volta ao País Basco (com Manuel Beltrán). Ademais, o seu líder Danilo Di Luca ganhou a prestigiosa clássica Liège-Bastogne-Liège, a mais antiga das três clássicas das Ardenas.
O grande momento da temporada estava não obstante por chegar: o chefe de fila Di Luca ganhou a classificação geral do Giro d'Italia (maglia rosa) e duas etapas, convertendo-se no primeiro ciclista da Liquigas a ganhar uma das três grandes voltas do calendário ciclista. O bom papel da equipa na volta italiana incluiu uma vitória de etapa: o contrarrelógio por equipas.
No Tour de France, Filippo Pozzato ganhou uma etapa, e pouco depois Leonardo Bertagnolli ganhou a Clássica de San Sebastián.
No final desse ano o seu chefe de fila Danilo Di Luca foi condenado a três meses de suspensão por seu envolvimento no caso Oil for Drugs, uma investigação antidopagem. Como consequência, o corredor foi expulso da equipa e sem opções de somar os pontos necessários para assegurar a  vitória na geral do ProTour desse ano, que foi para Cadel Evans (Predictor-Lotto).

### 2008
Em 2008 a temporada começou com uma vitória de etapa de Kjell Carlström no Paris-Nice. Posteriormente Daniele Bennati ganhou uma etapa no Volta à Romandia, enquanto Francesco Chicchi ganhou sendas etapas na Tirreno-Adriático e a Volta à Catalunha.
A equipa ganhou cinco etapas do Giro d'Italia: três etapas com o velocista Bennati (quem protagonizou um duelo nos sprints com o britânico Mark Cavendish, uma com Franco Pellizotti e a contrarrelógio por equipas. O bom papel na rodada italiana viu-se arrendondado com o terceiro posto de Pellizotti, quem subiu por tanto ao pódio final de Milão.
Em junho o jovem checo Roman Kreuziger ganhou a Volta à Suíça, onde também conseguiu uma vitória de etapa.
A equipa não conseguiu vitórias de etapa no Tour de France, ao qual não pôde ir Daniele Bennati. O italiano, vencedor de uma etapa no BinckBank Tour (Bertagnolli fez o próprio na Volta à Alemanha), sim foi à Volta a Espanha, conseguindo uma vitória de etapa na última das três gandes voltas da temporada.
Outras vitórias da temporada foram a geral e uma etapa no Giro de Trentino por Vincenzo Nibali, o Giro de Piemonte por Bennati e a geral e uma etapa do Giro di Grosseto por Filippo Pozzato.
Extra desportivamente foi um ano polémico para a equipa depois de anunciar o contrato de Ivan Basso (que voltava ao ciclismo depois de cumprir uma sanção de dois anos por dopagem com a Operação Puerto), recebendo ameaças da UCI de que lhes desclassificariam do UCI ProTour e provocou distanciamentos com o resto das equipas de máximo nível. Finalmente a Liquigas teve que abandonar a Associação Internacional de Grupos Ciclistas Profissionais.

### 2009
Além da contratação de Ivan Basso, chegaram à equipa Sylvester Szmyd, Oliver Zaugg e os italianos Jacopo Guarnieri, Fabio Sabatini e Daniel Oss, marchando-se Filippo Pozzato, Dario Cataldo, Charles Wegelius e Mauro Da Dalto.
Basso estreiou na equipa no Tour de San Luis, enquanto Francesco Chicchi dava-lhe a primeira vitória do ano na 6ª etapa do Tour Down Under. Com o objectivo do Giro d'Italia, Basso foi 5º na Tirreno-Adriático e depois ganhou o Giro do Trentino.
No Giro Ivan Basso foi terceiro em Alpe di Siusi e em Monte Petrano, finalizando 5º na geral. Mas o mais destacado da equipa foi Franco Pellizotti, quem ganhou 2 etapas e foi 2º em outras duas. Terminou terceiro, por adiante de Basso e sendo superado pelo vencedor Denis Menchov e Danilo Di Luca. Dois meses depois anunciou-se que Di Luca tinha dado positivo e Pellizotti foi declarado 2º e Basso 4º na corsa rosa. Mas, em 2011, o próprio Pellizotti também foi suspenso por dopagem e seus resultados de 2009 foram anulados, com o qual Ivan Basso foi 3º por trás de Menchov e Carlos Sastre.
Para o Tour de France o Liquigas apresentou a três potenciais top ten. Pellizotti, nesse momento recente 3º no Giro, Vincenzo Nibali que vinha de ganhar o Giro dos Apeninos e Roman Kreuziger que em maio se tinha combinado com a Volta à Romandia e em junho tinha sido terceiro na Volta à Suíça. Pellizotti ganhou o maillot a lunares como o melhor na montanha e foi proclamado como o mais combativo. Ambas distinções lhe foram retiradas quando foi sancionado em 2011, enquanto Nibali e Kreuziger terminaram 6º e 8º na geral e 2º e 3º na classificação dos jovens.
A princípios de agosto Kreuziger destacou-se na Clássica de San Sebastián onde foi 2º, ao perder no sprint em frente a seu colega de fuga Carlos Barredo. Na Volta a Espanha, Ivan Basso foi o líder da esquadra e finalizou 4º enquanto Daniele Bennati esteve várias vezes no pódio mas sem ganhar etapas.

### 2010: Temporada excepcional, ganhando Giro e Volta
Em 2010, a empresa italiana do ramo mobiliário Doimo, entrou como segundo patrocinador, passando a chamar-se a equipa Liquigas-Doimo.Contratou-se ao até esse momento desconhecido Peter Sagan, um jovem eslovaco que com 19 anos correu a primeira corrida do UCI World Calendar no Tour Down Under onde conseguiu fazer pódio na 3ª etapa (3º). Mas onde realmente se deu a conhecer foi na Paris-Nice onde ganhou 2 etapas e foi segundo em outras duas. Terminou a  corrida 16º e o melhor da equipa foi Roman Kreuziger na 3ª posição.  Ao mês seguinte (em abril) Sagan anotava-se uma etapa do Volta à Romandia.
Enquanto, Vincenzo Nibali estreiou em janeiro em San Luis ganhando a corrida, e Ivan Basso não o fez até finais de fevereiro no Grande Prêmio dell'Insubria.

#### Giro d'Italia: Victoria de Basso, Nibali terceiro
Para o Giro d'Italia, o Liquigas-Doimo alistou os seus dois máximos corredores, Basso e Nibali. O "tubarão do estreito" pôs-se de líder depois da contrarrelógio por equipas da 4ª etapa, mas perdeu a maglia rosa na 7ª etapa a mãos de Alexander Vinokourov, numa dura etapa onde os últimos quilómetros eram de "sterrato" (sem pavimento) e ademais com chuva. Uma queda na que estiveram envolvidos os dois, desatou a guerra no pelotão e ambos perderam 2 minutos, mas passando as etapas os dois italianos começaram a recuperar terreno. Nibali ganhou em solitário a 14ª e ao dia seguinte Basso ganhou no Monte Zoncolan. A essa altura Basso já era terceiro e Nibali sétimo. Depois da cronoescalada a Plano de Coroes, Basso ascendeu ao 2º lugar depois do espanhol David Arroyo e a diferença estava em 2 minutos e meio, enquanto Nibali estava 6º a quase 5 minutos. A corrida definiram-na a falta de 2 jornadas com final em Aprica, quando nas rampas do Mortirolo atacaram junto a outro italiano Michele Scarponi, sacando ao líder Arroyo e ao resto de favoritos mais de 3 minutos. Assim a equipa fez o 1-3 na corrida, com Ivan Basso como vencedor do Giro e Vincenzo Nibali terceiro.
Ivan Basso também foi o líder da equipa no Tour de France, mas pagou o esforço realizado no Giro e ficou bem longe da luta, enquanto Roman Kreuziger conseguiu se meter no top ten e acabou em 8ª posição.

#### Volta a Espanha: Primeira grande para Nibali
Vincenzo Nibali partiu como líder da equipa na Volta a Espanha. Depois da primeira semana, Nibali era terceiro, a escassos 2 segundos do líder Igor Antón e por trás de Joaquim Rodríguez. Na 11ª etapa Rodríguez cedeu uns segundos e Nibali passou a escoltar a Antón a 45 segundos mas este deveu abandonar em 14ª depois de sofrer uma queda. Essa etapa finalizava em Peña Cabarga, onde Nibali foi 2º por trás de Purito e ficou com o maillot vermelho depois do abandono de Antón. As diferenças entre o italiano e o espanhol eram de só 4 segundos que se mantiveram nos Lagos de Covadonga. Ao dia seguinte na chegada a Coto Belo Purito distanciou-se de Nibali fazendo-se com o primeiro lugar com 33 segundos de diferença, mas ao dia seguinte o "tubarão do estreito" voltou a recuperar o maillot na contrarrelógio em Peñafiel. Na etapa 20, com final na Bola del Mundo chegou em 2º lugar junto a Ezequiel Mosquera e confirmou o triunfo.
Entre o UCI World Calendar e os Circuitos Continentais a Liquigas-Doimo conseguiu durante a temporada de 2010 um total de 40 vitórias. Ademais localizou-se na 2ª posição no UCI World Ranking, sendo superado só pelo Saxo Bank.

### 2011
Em 2011 a Cannondale passou a ser o segundo patrocinador da equipa e produziram-se algumas saídas importantes como as de Roman Kreuziger para a Astana, Daniele Bennati para a Leopard Trek e Francesco Chicchi para a Quick Step.
Se 2010 foi o ano da apresentação de Peter Sagan, 2011 foi o da sua eclosão. Ao longo da temporada conseguiu 15 vitórias, quase a metade de toda a equipa (33). Anotou-se corridas por etapas como a Volta à Polónia, e o Giro di Sardegna e ademais duas etapas na Volta à Suíça e três na Volta a Espanha.
Os líderes de equipa Vincenzo Nibali e Ivan Basso, não correram juntos nas três grandes voltas. Enquanto Nibali fez o Giro d'Italia e a Volta a Espanha, Basso apostou no Tour de France. No Giro, Nibali terminou em terceiro a 7 minutos, numa corrida desportivamente dominada Alberto Contador. Depois de sancionado o espanhol, o italiano ficou com o segundo posto do pódio. Na Vuelta não conseguiu defender o título finalizando na 7ª posição , enquanto Basso no Tour terminou na mesma posição.

### 2012

#### Sagan: Imparável
Em 2012 não existiram modificações relevantes no plantel. Peter Sagan continuou na sua senda de triunfos e nesse ano o excêntrico ciclista eslovaco alçou os braços 16 vezes. A primeira vitória foi a 2ª etapa do Tour de Omã, depois a 4ª da Tirreno-Adriático. Depois chegaram as clássicas onde esteve para perto de a vitória, 2º na Gante-Wevelgem, 3º na Amstel Gold Race, 4º na Milão-Sanremo e 5º no Volta à Flandres. Em maio ganhou 5 etapas do Volta à Califórnia e em junho 4 da Volta à Suíça, inclusive ganhando-lhe o prólogo a um especialista como Fabian Cancellara. Antes da sua participação no Tour de France, coroou-se campeão da Eslováquia e na ronda gala ficou com o maillot verde e três etapas.

#### Giro e Tour: Basso e Nibali entre os 5 melhores
Ivan Basso foi o líder da equipa para o Giro d'Italia. Até à penúltima etapa, manteve-se sempre no grupo de favoritos e com opções de chegar ao terceiro lugar do pódio. Pouco mais de minuto e meio era o que tinha perdido com Ryder Hesjedal e Purito Rodríguez e estava a 6 segundos de Michele Scarponi, o terceiro. Mas na chegada ao Stelvio perdeu toda a possibilidade ao ceder outro minuto e deveu conformar-se com o 5º lugar.
A aposta da equipa para o Tour de France foi Vincenzo Nibali. Durante a preparação, o "tubarão do estreito" tinha sido 3º na Milão-Sanremo e tinha ganhado a Tirreno-Adriático. Basso também fez parte da equipa mas para ajudar a Nibali. O Tour foi amplamente dominado pela dupla do Sky Wiggins-Froome e Nibali chegou ao pódio no terceiro lugar a mais de 6 minutos.

#### A saída de Vincenzo Nibali
Enquanto corria-se o Giro d'Italia deu-se a conhecer a notícia de que Nibali tinha recusado uma oferta de renovação e deixava a Liquigas em 2013. Discrepâncias entre ele e a equipa vinham sucedendo desde fazia algum tempo e o italiano chegou a declarar que não gostava que não se tivesse em conta a opinião do corredor para organizar o seu programa. Isto como Nibali queria ir à Volta a Espanha, mas o Liquigas decidiu que corresse algumas corridas nos Estados Unidos. Nibali foi pretendido por várias equipas e finalmente foi contratado pela Astana para 2013. Na Volta a Espanha a equipa apresentou-se sem seus líderes, cumprindo uma discreta actuação.

### 2013

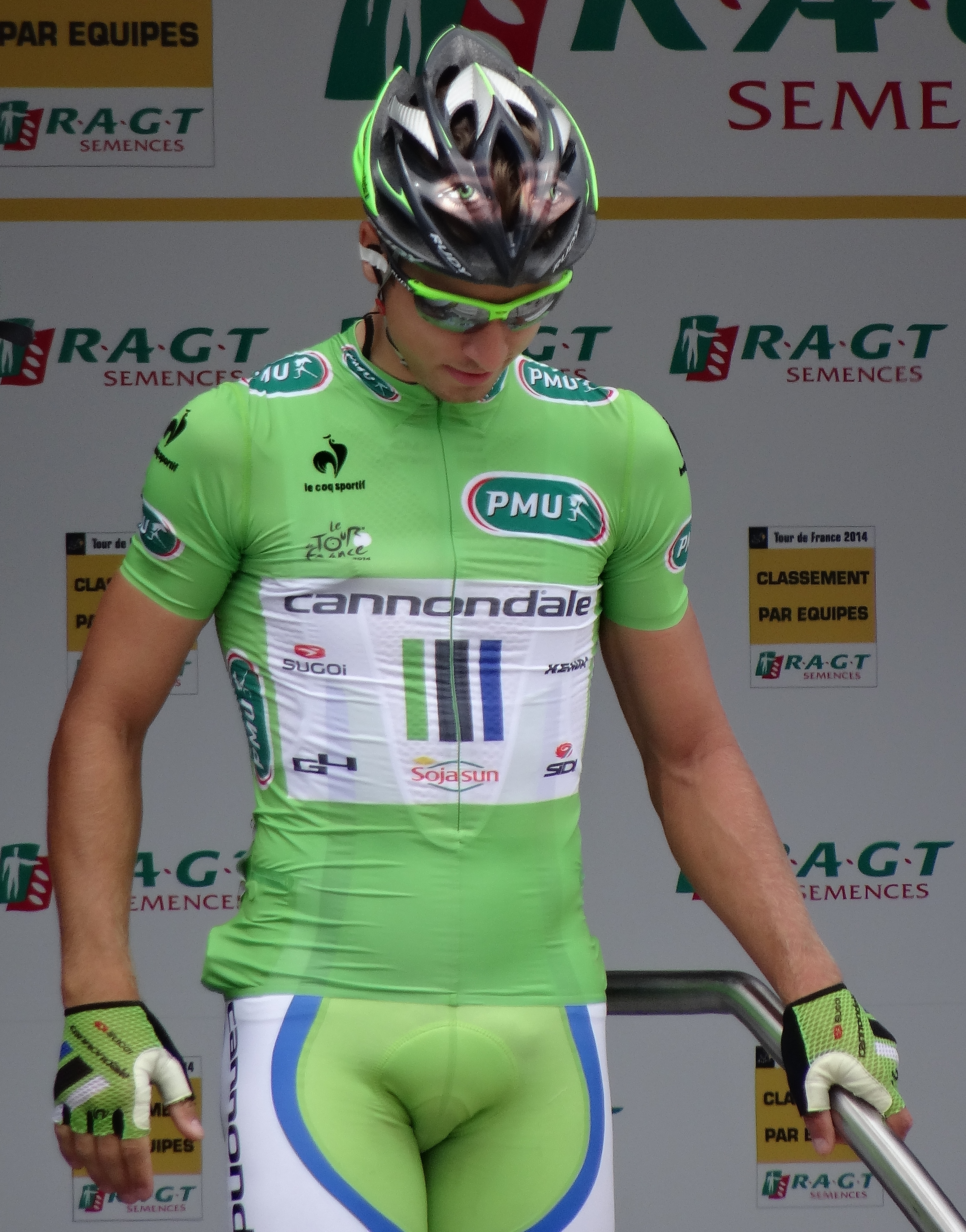
Sagan com o maillot por pontos no Tour de France de 2014

Depois de oito anos, a Liquigas decidiu deixar de patrocinar a equipa e a Cannondale tomou o relevo, passando a chamar-se Cannondale Pro Cycling. No plantel houve várias mudanças. Nibali marchou-se à Astana e com ele se foram Alessandro Vanotti e Valerio Agnoli. Eros Capecchi e Sylwester Szmyd marcharam-se ao Movistar, enquanto Daniel Oss e Dominik Nerz ao BMC Racing.
A equipa centrou-se mais em Peter Sagan e não contratou um substituto para Nibali. Sagan teve outra temporada excelente e das 35 vitórias da equipa, acumulou 22, sendo o ciclista com mais vitórias na temporada. Conseguiu etapas na Tirreno-Adriático, Volta à Suíça, Volta à Califórnia e USA Pro Cycling Challenge entre outras. O objectivo de ganhar uma clássica parecia que novamente se passava quando foi 2º na Milão-Sanremo, mas poucos dias depois conseguiu o seu almejado triunfo na Gante-Wevelgem. Ficou com a 7ª etapa do Tour de France, onde também voltou a ganhar o maillot verde dos pontos e fechou a temporada com a vitória no Grande Prêmio de Montreal.
Enquanto, devido a um quiste perineal Ivan Basso falhou o Giro d'Italia a três dias de começar e também não esteve no Tour de France. Participou na Volta a Espanha, onde estava numa espectante 7ª posição a quase três minutos do seu ex parceiro Nibali, quando deveu abandonar por causa de uma hipotermia baixando o Porto de Envalira.

### 2014: Sem muitos triunfos e desaparecimento da equipa
Para esta temporada a equipa contratou a oito corredores, entre os mais destacados ao esloveno e campeão do mundo sub-23 Matej Mohoric e a Oscar Gatto procedente da Vini Fantini-Selle Italia. Com Peter Sagan como único líder a equipa conseguiu tão só 17 vitórias, sete delas de Sagan. Os triunfos mais destacados foram a clássica E3 Harelbeke com Sagan e uma etapa na Volta a Espanha com Alessandro De Marchi.
No final da temporada anunciou-se o desaparecimento da equipa como fundir-se-ia a partir da temporada de 2015 com a Slipstream Sports, sociedade dona da equipa Garmin-Sharp.
Depois da fusão de ambas formações, o Garmin-Sharp passou a se denominar Cannondale-Garmin, já que a empresa fabricante de bicicletas passou a ser o patrocinador principal, além de contribuir as bicicletas. Do plantel da antiga Cannondale, 8 corredores passaram à equipa fundida.

## Corredor melhor classificado nas Grandes Voltas
| Ano  | Giro d'Italia          | Tour de France            | Volta a Espanha         |
| ---- | ---------------------- | ------------------------- | ----------------------- |
| 1998 | 33.º Amilcare Tronca   | -                         | -                       |
| 1999 | 3.º Gilberto Simoni    | -                         | -                       |
| 2000 | -                      | -                         | 23.º Marco Magnani      |
| 2001 | 7.º Ivan Gotti         | -                         | 20.º Franco Pellizotti  |
| 2002 | 3.º Pietro Caucchioli  | 23.º Ivan Gotti           | 23.º Pietro Caucchioli  |
| 2003 | 4.º Andrea Noè         | 21.º Laurent Dufaux       | 49.º Cristian Moreni    |
| 2004 | 11.º Franco Pellizotti | 11.º Pietro Caucchioli    | 77.º Ruslan Ivanov      |
| 2005 | 4.º Danilo Di Luca     | 32.º Stefano Garzelli     | 40.º Patrick Calcagni   |
| 2006 | 8.º Franco Pellizotti  | 53.º Stefano Garzelli     | 38.º Darío Cioni        |
| 2007 | 1.º Danilo Di Luca     | 17.º Manolo Beltrán       | 9.º Manolo Beltrán      |
| 2008 | 4.º Franco Pellizotti  | 12.º Roman Kreuziger      | 75.º Alessandro Vanotti |
| 2009 | 3.º Ivan Basso         | 6.º Vincenzo Nibali       | 4.º Ivan Basso          |
| 2010 | 1.º Ivan Basso         | 7.º Roman Kreuziger       | 1.º Vincenzo Nibali     |
| 2011 | 2.º Vincenzo Nibali    | 7.º Ivan Basso            | 7.º Vincenzo Nibali     |
| 2012 | 5.º Ivan Basso         | 3.º Vincenzo Nibali       | 25.º Eros Capecchi      |
| 2013 | 18.º Damiano Caruso    | 71.º Alessandro De Marchi | 54.º Maciej Paterski    |
| 2014 | 15.º Ivan Basso        | 52.º Alessandro De Marchi | 9.º Damiano Caruso      |

## Material ciclista
A equipa utiliza bicicletas Canondale desde 2007.

## Equipamento
| 2007 | 2008 | 2009-2010 | 2011 |

## Classificações UCI
A partir de 2005 a UCI instaurou o circuito profissional de máxima categoria, o UCI ProTour, onde a Liquigas esteve desde que se criou dita categoria. As classificações da equipa e do seu ciclista mais destacado são as seguintes:
| Ano  | Classificação por equipas | Melhor corredor na classificação individual | Posição |
| 2005 | 15º                       | Danilo Di Luca                              | 1º      |
| 2006 | 14º                       | Vincenzo Nibali                             | 26º     |
| 2007 | 2º                        | Leonardo Bertagnolli                        | 29º     |
| 2008 | 4º                        | Roman Kreuziger                             | 4º      |

Depois de discrepâncias entre a UCI e as Grandes Voltas, em 2009 teve-se que refundar o UCI ProTour numa nova estrutura chamada UCI World Ranking, formada por corridas do UCI World Calendar; e a partir do ano 2011 unindo na denominação comum do UCI WorldTour. A equipa seguiu sendo de categoria UCI ProTour.
| Ano  | Classificação por equipas | Melhor corredor na classificação individual | Posição |
| 2009 | 5º                        | Roman Kreuziger                             | 7º      |
| 2010 | 2º                        | Vincenzo Nibali                             | 6º      |
| 2011 | 8º                        | Vincenzo Nibali                             | 11º     |
| 2012 | 3º                        | Vincenzo Nibali                             | 4º      |
| 2013 | 9º                        | Peter Sagan                                 | 4º      |
| 2014 | 17º                       | Peter Sagan                                 | 15º     |

## Palmarés
Para anos anteriores, veja-se Palmarés da Cannondale

### Palmarés de 2014

#### UCI WorldTour
| Datas        | corridas                       | vencedor             |
| 14 de março  | 3.ª etapa da Tirreno-Adriático | Peter Sagan          |
| 28 de março  | E3 Harelbeke                   | Peter Sagan          |
| 16 de junho  | 3.ª etapa da Volta à Suíça     | Peter Sagan          |
| 29 de agosto | Espanha                        | Alessandro De Marchi |

#### Circuitos Continentais da UCI
| Datas           | Circuito                      | corridas                                         | vencedor      |
| 21 de fevereiro | UCI Asia Tour de 2013-2014    | 4.ª etapa do Tour de Omã                         | Peter Sagan   |
| 29 de março     | UCI Europe Tour de 2013-2014  | 3.ª etapa da Settimana Coppi e Bartali           | Elia Viviani  |
| 1 de abril      | UCI Europe Tour de 2013-2014  | 1.ª etapa da Três dias de Bruges–De Panne        | Peter Sagan   |
| 3 de abril      | UCI Europe Tour de 2013-2014  | 3ª.b etapa da Três dias de Bruges–De Panne (CRI) | Maciej Bodnar |
| 1 de maio       | UCI Europe Tour de 2013-2014  | 5.ª etapa do Volta à Turquia                     | Elia Viviani  |
| 3 de maio       | UCI Europe Tour de 2013-2014  | 7.ª etapa do Volta à Turquia                     | Elia Viviani  |
| 17 de maio      | UCI America Tour de 2013-2014 | 7.ª etapa da Volta à Califórnia                  | Peter Sagan   |
| 22 de junho     | UCI Europe Tour de 2013-2014  | 4.ª etapa da Volta a Eslovénia                   | Elia Viviani  |
| 7 de julho      | UCI Europe Tour de 2013-2014  | 2.ª etapa da Volta à Áustria                     | Oscar Gatto   |
| 9 de julho      | UCI Europe Tour de 2013-2014  | 4.ª etapa da Volta à Áustria                     | Oscar Gatto   |
| 21 de agosto    | UCI America Tour de 2013-2014 | 4ª etapa do USA Pro Cycling Challenge            | Elia Viviani  |
| 16 de setembro  | UCI Europe Tour de 2013-2014  | Coppa Bernocchi                                  | Elia Viviani  |

#### Campeonatos nacionais
| Datas       | corridas    | vencedor |
| 29 de junho | Peter Sagan |          |

## Elenco
Para anos anteriores, veja-se Elencos da Cannondale

### Elenco de 2014
| Nome                 | Nascimento | Nacionalidade  | Equipa de 2013                     |
| Ivan Basso           | 26/11/1977 | Itália         | Cannondale Pro Cycling             |
| George Bennett       | 07/04/1990 | Nova Zelândia  | RadioShack Leopard                 |
| Alberto Bettiol      | 29/10/1993 | Itália         | Neoprofissional                    |
| Maciej Bodnar        | 07/03/1985 | Polónia        | Cannondale Pro Cycling             |
| Guillaume Boivin     | 25/05/1989 | Canadá         | Cannondale Pro Cycling             |
| Damiano Caruso       | 12/10/1987 | Itália         | Cannondale Pro Cycling             |
| Alessandro De Marchi | 19/05/1986 | Itália         | Cannondale Pro Cycling             |
| Davide Formolo       | 25/10/1992 | Itália         | Neoprofissional                    |
| Oscar Gatto          | 01/01/1985 | Itália         | Vini Fantini-Selle Italia          |
| Ted King             | 31/01/1983 | Estados Unidos | Cannondale Pro Cycling             |
| Michel Koch          | 15/10/1991 | Alemanha       | Cannondale Pro Cycling             |
| Kristjan Koren       | 25/11/1986 | Eslovênia      | Cannondale Pro Cycling             |
| Matthias Krizek      | 29/09/1988 | Áustria        | Cannondale Pro Cycling             |
| Paolo Longo Borghini | 10/12/1980 | Itália         | Cannondale Pro Cycling             |
| Alan Marangoni       | 16/07/1984 | Itália         | Cannondale Pro Cycling             |
| Marco Marcato        | 11/02/1984 | Itália         | Vacansoleil-DCM                    |
| Jean-Marc Marino     | 15/08/1983 | França         | Sojasun                            |
| Matej Mohoric        | 19/10/1994 | Eslovênia      | Sava                               |
| Moreno Moser         | 25/12/1990 | Itália         | Cannondale Pro Cycling             |
| Daniele Ratto        | 05/10/1989 | Itália         | Cannondale Pro Cycling             |
| Fabio Sabatini       | 18/02/1985 | Itália         | Cannondale Pro Cycling             |
| Juraj Sagan          | 23/12/1988 | Eslováquia     | Cannondale Pro Cycling             |
| Peter Sagan          | 26/01/1990 | Eslováquia     | Cannondale Pro Cycling             |
| Cristiano Salerno    | 18/02/1985 | Itália         | Cannondale Pro Cycling             |
| Cayetano Sarmiento   | 28/03/1987 | Colômbia       | Cannondale Pro Cycling             |
| Davide Villella      | 27/06/1991 | Itália         | Cannondale Pro Cycling (stagiaire) |
| Elia Viviani         | 07/02/1989 | Itália         | Cannondale Pro Cycling             |
| Cameron Wurf         | 03/08/1983 | Austrália      | Cannondale Pro Cycling             |